# Caspar Wilhelm Smith
Caspar Wilhelm Smith, född den 16 juni 1811, död den 4 september 1881, var en dansk filolog, far till Carl Wilhelm Daniel Rohl-Smith.
Smith tog 1840 filologisk ämbetsexamen och studerade 1841-45 slaviska språk i Berlin, Kraków, Wien och Budapest.
År 1847 blev han adjunkt vid den lärda skolan i Roskilde, där han skrev en översikt över Holbergs levned og populære skrifter (1857).
År 1859, efter att ha tagit doktorsgraden, blev han den förste docenten i slaviska språk vid Köpenhamns universitet.
Utöver en polsk grammatik (på tyska 1845, översättning till ryska 1863) skrev han några lärda avhandlingar om de slaviska och litauiska språkens grammatiker (1857-59 och 1875).
Smith utgav i översättning Nestors russiske Krønike (1869), med utförlig kommentar, som kastade ljus över Rysslands äldsta historia och varegernas invandring.
Efter hans död utkom en omfattande Russisk Literaturhistorie fra Peter den stores tid til Begyndelsen af dette Aarhundrede (1882).